# Nonakosanol
Nonakosanol (nonakosan-1-ol) je nasycený mastný alkohol s 29 atomy uhlíku. Vyskytuje se například v agávi sisalové (Agave sisalana).